# Coos Bay National Bank Building
Le Coos Bay National Bank Building est un édifice bancaire américain situé à Coos Bay, dans le comté de Coos, dans l'Oregon. Construit en 1923, il est inscrit au Registre national des lieux historiques depuis le 30 octobre 1989.